# Ethylen-Propylen-Copolymer
Ethylen-Propylen-Copolymer (Kurzzeichen E/P, früher auch EPM, auch EPR von engl. Ethylen-Propylen-Rubber) ist ein Copolymer, das aus Ethen und Propen hergestellt wird. Einsatzgebiete sind zum Beispiel Schmelzklebstoffe und Dichtstoffe.

## Eigenschaften und Herstellung
Die Einpolymerisation von Ethylen erhöht die Zähigkeit des Polymers gegenüber reinem Polypropylen. Die Herstellung kann in homogener Phase mittels Ziegler-Natta-Katalysatoren oder Metallocen-Katalysatoren stattfinden. Die verwendete Menge an Ethylen liegt im Bereich von 40 bis 80 %.
Der Kunststoff ist mit vielen Additiven verarbeitbar und relativ resistent gegenüber Oxidationsmitteln. Er wird als Kabelisolierung eingesetzt. Hierbei ist unter anderem seine Resistenz gegenüber Ozon (entsteht bei Teilentladungen) von Bedeutung.
Weiterhin können funktionalisierte Olefine wie Maleinsäureanhydrid oder Diolefine einpolymerisiert werden, um die Funktionalität des Kunststoffs zu erhöhen. Die Diolefine können gegebenenfalls eine Vernetzung des Polymers erlauben.